# Шергази-хан
Шергази-хан (умер в 1728 году) — узбекский хивинский хан из династии шибанидов в 1714—1728.
После смерти Йадигар-хана на хорезмский престол взошел Шергази-хан. Он был потомком Султан Гази-хана, старшего сына Ильбарс-хана. Шергази-хан родился в Бухаре, куда переселились его предки, возможно, из-за политических неурядиц в Хорезме. Шергази-хан окончил медресе в Бухаре и был весьма образованным человеком.
Он выделялся способностями из других представителей династии, поэтому его называли сахибкиран, также как и Амир Тимура.
Время его правления прошло в завоеваниях, он захватил Мешхед, Мерв. Поход российской миссии во главе с Бековичем-Черкасским на Хиву в 1717 году закончился полным разгромом российского отряда. По приказу Шергази-хана было построено медресе в Хиве.
Шергази-хан был убит рабами в 1728 году, и на престол взошел Ильбарс-хан II.
История Шергази-хана была изложена его хронистом и историком Сайид Мухаммад Ахундом в произведении «Гулшан-и икбал».

## В культуре
Шергази-хан стал персонажем романа Александра Родионова «Князь-раб» (2007).